# Dals distrikt
Dals distrikt är ett distrikt i Kramfors kommun och Västernorrlands län. Distriktet ligger omkring Kyrkdal i södra Ångermanland. 

## Tidigare administrativ tillhörighet
Distriktet inrättades 2016 och utgörs av Dals socken i Kramfors kommun.
Området motsvarar den omfattning Dals församling hade 1999/2000.

## Tätorter och småorter
I Dals distrikt finns inga tätorter eller småorter.